# Sự kiện Robert Taylor
Sự kiện Robert Taylor còn gọi là Sự kiện Livingston hoặc Vụ chạm trán Dechmont Woods, là vụ kiểm lâm viên Robert "Bob" Taylor (1919-2007) nhìn thấy phi thuyền ngoài hành tinh ngay trên ngọn đồi Dechmont Law ở Livingston, Tây Lothian, Scotland năm 1979. Khi Taylor trở về nhà sau chuyến đi đến Dechmont Law trong bộ dạng nhếch nhác, quần áo của ông bị rách và có vết trầy xước ngay cằm và đùi, ông kể rằng mình đã gặp phải một "mái vòm bay" cố gắng kéo ông lên tàu. Do vết thương của Taylor, cảnh sát đã ghi nhận sự việc là một cuộc hành hung thông thường và vụ này được quảng bá phổ biến là "ví dụ duy nhất về việc người ngoài hành tinh trở thành đối tượng của một cuộc điều tra tội phạm".

## Câu chuyện của Taylor
Theo Taylor, một nhân viên lâm nghiệp của Tập đoàn Phát triển Livingston, vào ngày 9 tháng 11 năm 1979, ông đã đỗ chiếc xe bán tải của mình ở bên đường gần đường cao tốc M8 và đi dọc theo một con đường rừng lên phía bên cạnh Dechmont Law với con chó của mình. Taylor kể lại đã nhìn thấy thứ mà ông mô tả là "mái vòm bay" hoặc một quả cầu lớn, hình tròn có đường kính khoảng 7 thước Anh (6,4 mét), lơ lửng phía trên sàn rừng trong một khoảng trống cách xe tải khoảng 530 thước Anh (480 mét). Taylor mô tả vật thể này là "một vật liệu kim loại tối với kết cấu thô ráp như giấy nhám" có vành ngoài "được sắp đặt bằng cánh quạt nhỏ".
Taylor tuyên bố ông đã trải qua một loại mùi hôi "như đốt bụi cây" và những quả cầu nhỏ hơn "tương tự như thủy lôi" đã tóm lấy ông và kéo về phía vật thể lớn hơn khi ông bất tỉnh. Theo Taylor, sau đó ông tỉnh dậy và các vật thể đã biến mất, nhưng anh không thể khởi động chiếc xe tải của mình, vì vậy ông đành đi bộ về nhà ở Livingston.

## Cuộc điều tra của cảnh sát
Vợ của Taylor đã trình báo rằng khi ông cuốc bộ về đến nhà, ông xuất hiện trong bộ dạng nhếch nhác và quẫn trí với trang phục rách rưới và cái quần bị xé toạc ra. Vợ ông vội gọi cảnh sát đến điều tra và một bác sĩ tới điều trị cho ông vết trầy xước ngay chỗ cằm và đùi. Cảnh sát đi cùng Taylor đến địa điểm nơi ông khai rằng mình bị thương. Họ tìm thấy "dấu vết hình thang" trên mặt đất là nơi Taylor nói rằng ông nhìn thấy vật thể hình cầu lớn và các dấu hiệu khác mà Taylor nói là do các vật thể nhỏ hơn giống như quả mìn tạo ra. Cảnh sát đã ghi nhận sự việc là một vụ hành hung hình sự.

## Giới nghiên cứu UFO
Câu chuyện đã thu hút sự chú ý từ giới nghiên cứu UFO, bọn họ đã dựng lên một tấm biển tại địa điểm của cuộc tiếp xúc bị cáo buộc, và Taylor trở nên nổi tiếng trong số những người đam mê UFO vì liên quan đến vụ nhìn thấy UFO duy nhất bị điều tra hình sự. Nhà nghiên cứu UFO và tác giả Malcolm Robinson chấp nhận câu chuyện của Taylor, cho biết ông tin rằng "đó có thể là một trong số ít trường hợp thực sự của một vụ chạm trán UFO".

## Giới hoài nghi
Năm 1979, nhà hoài nghi UFO Steuart Campbell đã đến thăm hiện trường vụ việc với cảnh sát. Campbell bị thuyết phục rằng một lời giải thích đơn giản sẽ được tìm thấy. Trong chuyến thăm thứ hai của mình đến nơi này, ông tuyên bố rằng ông đã quan sát thấy một số ống nhựa PVC tại một khu đất liền kề. Ông phát hiện ra rằng cơ quan cấp nước địa phương đã đặt một ống cáp trong vòng 100m sau khi phát quang. Ông đi đến kết luận rằng đống ống nhựa này có thể đã được lưu trữ trong quá trình phát quang và chịu trách nhiệm cho những dấu vết trên mặt đất.
Patricia Hannaford, người sáng lập Hội Nghiên cứu UFO của Đại học Edinburgh và là một bác sĩ có trình độ, đã cho Campbell lời khuyên về các khía cạnh y học của vụ việc. Bà cho rằng sự suy sụp của Taylor là một căn bệnh bị cô lập của chứng động kinh thùy thái dương, và sự phù hợp đã giải thích các vật thể này là ảo giác. Các triệu chứng như viêm màng não trước đó của Taylor, báo cáo về mùi hôi thối mà không ai có thể phát hiện ra, chứng đau đầu, khô họng, tê liệt chân và thời gian bất tỉnh gợi ý nguyên nhân này.
Steve Donnelly, một nhà vật lý và biên tập viên cho tờ The Skeptic cũng coi trường hợp này được giải thích bằng một cơn động kinh. Campbell cho rằng căn bệnh của Taylor có thể đã bị kích thích bởi một ảo ảnh của Sao Kim.
Doanh nhân địa phương Phill Fenton đã công bố một báo cáo vào năm 2013, suy đoán rằng Taylor "có thể đã bị một cơn đột quỵ nhỏ và tiếp xúc với các hóa chất độc hại khiến ông ấy bối rối và mất phương hướng" và rằng "UFO mà ông tin rằng mình nhìn thấy có thể là một tháp nước hình chiếc đĩa gần đó".